# Теснофюзелажен самолет
Теснофюзелажните самолети (на английски: narrow-body aircraft), познати също като самолети с една пътека (на английски: single aisle aircraft), са самолети с ширина на фюзелажа до 4 метра. Тези самолети обикновено се използват за полети на къси и средни разстояния. Обикновено имат 2 до 6 седалки на ред, като най-големият теснофюзелажен самолет в света е Боинг 757, който събира максимум 289 пасажери.

## Често срещани теснофюзелажни самолети

### 7 седалки на ред
- BAe Trident – Конфигурацията на Шанел Еъруейз на този самолет е единствената за типа със 7 седалки на редица.[1]

### 6 седалки на ред
- Еърбъс А320 – най-добре продаваният самолет и втори в историята
- BAe Trident – Всеки друг оператор, освен Шанел Еъруейз
- Боинг 707 – Първият успешен реактивен пътнически самолет
- Боинг 720 – Познат и като Боинг 707 – 20
- Боинг 727 – Един от най-произвежданите самолети в света
- Боинг 737 – Най-произвежданият самолет в света
- Боинг 757 – Най-големият теснофюзелажен самолет в света
- Бристол Британия – Турбовитлов самолет
- Комак C919
- Десо Меркюр – Реактивен самолет
- Дъглас DC-8 – Реактивен самолет
- Илюшин Il-62 – Реактивен самолет
- Локхийд L-188 Електра – Турбовитлов самолет
- Туполев Ту-114 – Турбовитлов самолет
- Туполев Ту-154 – Реактивен самолет
- Туполев Ту-204 – Реактивен самолет
- Туполев Ту-334 – Реактивен самолет
- Vickers VC10

### 5 седалки на ред
- Антонов 148 – Реактивен самолет
- BAC One-Eleven – Реактивен самолет
- BAe 146 – Реактивен самолет
- Бомбардие CSeries
- Конвейер 880
- Конвейер 990
- de Havilland Comet – Първият в света реактивен пътнически самолет
- Фокер F28 – Реактивен самолет
  - Фокер 70 – Реактивен самолет
  - Фокер 100 – Реактивен самолет
- McDonnell Douglas DC-9 – Реактивен самолет
  - McDonnell Douglas MD-80 – Реактивен самолет
  - Боинг 717 – Най-новата версия на DC-9
- Сухой Суперджет 100
- Sud Aviation SE 210 Caravelle – Първото поколение европейски реактивен лайнер.
- Боинг 377 Stratocruiser – Самолет с бутални двигатели
- Дъглас DC-4 – Самолет с бутални двигатели
- Дъглас DC-6 – Самолет с бутални двигатели
- Дъглас DC-7 – Самолет с бутални двигатели
- Илюшин Ил-18 – Турбовитлов самолет
- Lockheed Constellation – Самолет с бутални двигатели
- Vickers Viscount – Първият турбовитлов самолет в света

### 4 седалки на ред
- Антонов Ан-24 – Турбовитлов самолет
- ATR 42 – Турбовитлов самолет
- ATR 72 – Турбовитлов самолет
- Bombardier Dash 8 – Турбовитлов самолет
- Bombardier CRJ
- Конкорд
- Convair CV-240
- Douglas DC-3 – Самолет с бутални двигатели
- Ембраер E-Jet фамилия
- Туполев Ту-144 – Първият в света свръхзвуков пътнически самолет, полетял за първи път на 31.12.1968, 2 месеца преди първия полет на Конкорд

### 3 седалки на ред
- Ембраер EMB 120
- Ембраер ERJ 145 family
- Сааб 340
- Сааб 2000